# Pierre Lévy
Pierre Lévy (Tunísia, 1956) és un filòsof que estudia l'impacte d'Internet a la societat, amb treballs sovint esmentats al camp de la infoètica o ètica aplicada a les TIC.

## Biografia
Doctor en sociologia i en ciències de la informació i la comunicació, Pierre Lévy ocupa actualment la càtedra en intel·ligència col·lectiva i és actualment professor en el Departament de Comunicació de la Universitat d'Ottawa. Anteriorment va exercir la docència a la Universitat del Quebec i al departament d'hipermèdia de la Universitat de París VIII. Pierre Lévy ha estat assessor de diversos governs, grans empreses i organismes internacionals sobre aspectes de les implicacions culturals de les noves tecnologies.
El doctor Pierre Lévy s'interessa pels ordinadors i per Internet en tant que mitjans capaços d'augmentar no només les capacitats de cooperació de l'espècie humana sinó també les dels col·lectius com ara associacions, institucions, empreses, col·lectius locals o grups que comparteixen afinitats. Sosté que, en tant que mitjà, el fi últim d'Internet és la intel·ligència col·lectiva, concepte que centra els interessos de recerca del professor Lévy així com el seu impacte en les noves societats basades en el coneixement. A més, és un pensador mundialment reconegut per les seves aportacions en el camp de la cibercultura.
Un altre concepte destacat de la bibliografia de Pierre Lévy és la representació visual i estructurada de la suma de competències elementals que cada membre aporta a una comunitat a través d'un esquema conegut com a arbre de coneixement. Cadascuna de les competències és representada per una icona - anomenada patent - i, per a cada persona, la llista d'icones s'organitza de forma cronològica com un currículum. Les principals propostes de la representació en arbres de coneixement són el desenvolupament d'un llenguatge comú entre individus, contractadors i formadors, una eina de navegació en l'espai del saber, un instrument de lluita contra l'exclusió i de regulació de la formació, a més de servir de mètode de gestió de competències dins d'una empresa.
En 2004, va ser escollit membre de la Royal Society of Canada. Entre els seus treballs més recents està el desenvolupament de IEML (Information Economy Meta Language o Meta-llenguatge d'economia de la informació) que té un fonament semiòtic i que crea un llenguatge concebut per a ser simultàniament manipulable de manera òptima pels ordinadors i per a superar les ambigüitats semàntiques i pragmàtiques de les llengües naturals. Aquest meta-llenguatge ofereix un sistema sintàctic de coordenades per a gestionar els conceptes que es troben a la WWW. En les seves pròpies paraules: "Avui dia disposem d'una cosa que es diu web semàntica, però no és semàntica de cap manera! Està basada en relacions lògiques entre les dades i els models logicoalgebraics. No hi ha un model semàntic en això. De fet, actualment no hi ha cap model que proposi automatitzar la creació de relacions semàntiques d'una manera general i universal. IEML permetrà la simulació dels ecosistemes d'idees generats en les activitats de les persones i reflectir la intel·ligència col·lectiva. Això canviarà completament el significat de big data perquè serem capaços de transformar aquestes dades en coneixement.
Lévy és un dels més importants filòsofs que treballen en les implicacions del ciberespai i de la comunicació digital. Des de 1990 (abans del naixement de la WWW), va publicar un llibre sobre la convergència de les xarxes digitals y la comunicació hipertextual.
Al seu llibre Qu'est-ce que le virtuel? (Paris, La Découverte, 1995), Lévy relaciona i desenvolupa el concepte del que és "virtual" a partir de Gilles Deleuze, com una dimensió de la realitat que subsisteix amb l'actual, però irreductible a ella.

## Obres
- Lévy P., L'Œuvre de Warren McCulloch, in «Cahiers du CREA», 7, Paris 1986, pp. 211-255
- Id., Analyse de contenu des travaux du Biological Computer Laboratory (BCL), in «Cahiers du CREA», 8, Paris 1986, pp. 155-191.
- Id., La Machine Univers. Création, cognition et culture informatique, La Découverte, Paris 1987.
- Id., Les Technologies de l'intelligence. L'avenir de la pensée à l'ère informatique, La Découverte, Paris 1990.
- Id., L'idéographie dynamique. Vers une imagination artificielle?, La Découverte, Paris 1991.
- Id., Authier M., Les Arbres de connaissances, La Découverte, Paris 1992.
- Id., Le cosmos pense en nous, in «Chimères», XIV, 1992, poi in Id., Chambat P. (a cura di), Les Nouveaux Outils de la pensée, Éditions Descartes, Paris 1992.
- Id., De la programmation considérée comme un des beaux-arts, La Découverte, Paris 1992.
- Id., L'Intelligence collective. Pour une anthropologie du cyberespace, La Découverte, Paris, 1994.
- Id., Qu’est-ce que le virtuel?, La Découverte, Paris 1995.
- Id., Cyberculture. Rapport au Conseil de l'Europe dans le cadre du projet “Nouvelles technologie: coopération culturelle et communication”, Odile Jacob, Paris 1997.
- Id., Labrosse D., Le Feu libérateur, Arléa, Paris 1999.
- Id., World Philosophie: le marché, le cyberespace, la conscience, Odile Jacob, Paris 2000.
- Id., Cyberdémocratie. Essai de philosophie politique, Odile Jacob, Paris 2002.
- Id., The Semantic Sphere 1. Computation, Cognition and the Information Economy, ISTE / Wiley, London and NY, 2011, 381 p.
- Id., Société du savoir et développement humain, in P. Imbert (a cura di), Le Canada et la société des savoirs, CR Université d'Ottawa, Ottawa 2007, pp. 115-175.
- Id., Toward a Self-referential Collective Intelligence: Some Philosophical Background of the IEML Research Program, First International Conference, ICCCI 2009, Wroclaw (Poland) 10.2009, in N.N. Than, K. Ryszard, C. Shyi-Ming (a cura di), Computational Collective Intelligence, Semantic Web, Social Networks and Multi-agent Systems, Springer, Berlin-Heidelberg-NY 2009, pp. 22-35.
- Id., Algebraic Structure of IEML Semantic Space, CI Lab Technical Report, 2009, http://www.ieml.org/spip.php?article152 Arxivat 2011-07-22 a Wayback Machine..